# Beleg van Montauban

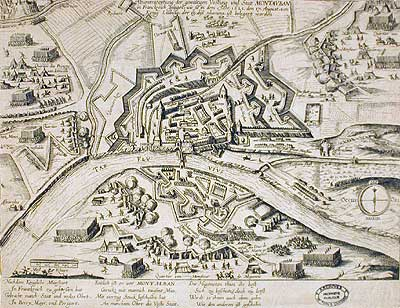
Prent van het Beleg van Montauban

Het Beleg van Montauban vond plaats tussen augustus en november 1621; het leger van koning Lodewijk XIII belegerde tevergeefs het protestantse bolwerk Montauban. Dit beleg was een onderdeel van de campagne van de jonge Franse koning om het opstandige zuidwesten van Frankrijk, dat in handen was van de protestanten, te onderwerpen.

## Context
Montauban was al sinds 1561 een protestantse stad. De bisschop en de katholieke clerus waren verjaagd en de bevolking had protestantse kerken opgericht. Belegeringen door een koninklijk leger in 1562 en 1563 waren mislukt. In de volgende jaren was de stadsomwalling van de stad gemoderniseerd door het aanleggen van bastions. Dit gebeurde onder leiding van Hendrik van Navarra, de latere koning Hendrik IV van Frankrijk, en werd bekostigd met een taks op goederen van katholieke burgers van Quercy. Het Edict van Nantes (1598) wees Montauban aan als een van de steden (places de sûreté) waar de protestanten vrij hun geloof konden belijden; naar schatting was twee derde van de 15.000 inwoners in 1621 protestants.

## Voorbereiding

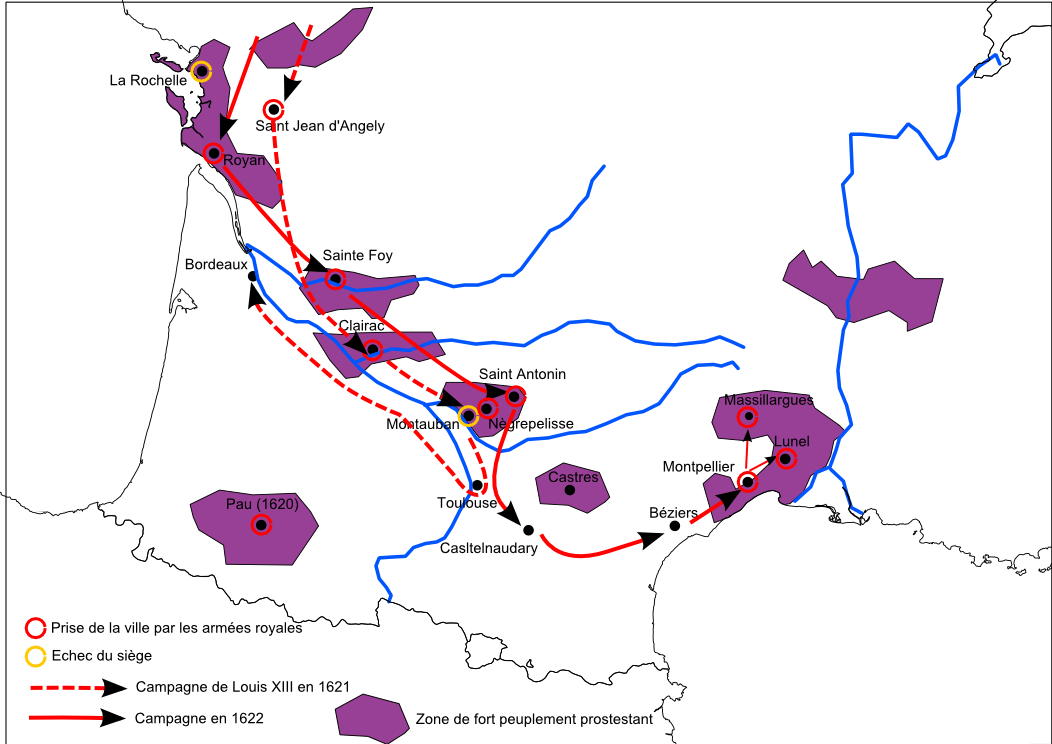
De campagnes van Lodewijk XIII tegen de protestantse steden in 1621 (stippellijn) en 1622 (volle lijn)

Eind 1620 begon de jonge Lodewijk XIII zijn campagne om de protestantse steden in het zuidwesten te veroveren. In oktober 1620 was hij in Béarn. In januari 1621 hielden de protestantse leiders clandestien een vergadering in La Rochelle om het verzet tegen het koninklijke leger te organiseren. De eerste consul van Montauban, Jacques Dupuy, startte voorbereidingen om de stad klaar te maken voor een beleg. Hij sloeg voorraden in en verzamelde wapens en munitie. Jacques Nompar de Caumont, hertog van La Force, liet de stadsomwalling versterken. In juni hield Hendrik II van Rohan een vurige toespraak in de protestantse kerk van Montauban om de bevolking aan te moedigen.
In april 1621 zette de koning zijn campagne verder in de buurt van La Rochelle. Na een beleg nam hij Saint-Jean-d’Angély in. De havenstad La Rochelle werd te zwaar verdedigd en daarom boog het leger vervolgens af naar het zuiden. Ook Clairac, Nérac, Nègrepelisse en Caussade werden ingenomen na gevechten, maar de meeste plaatsen stelden hun poorten open voor de koning zonder weerstand. In mei was de voorhoede van het leger al in de streek van Montauban.

## Beleg

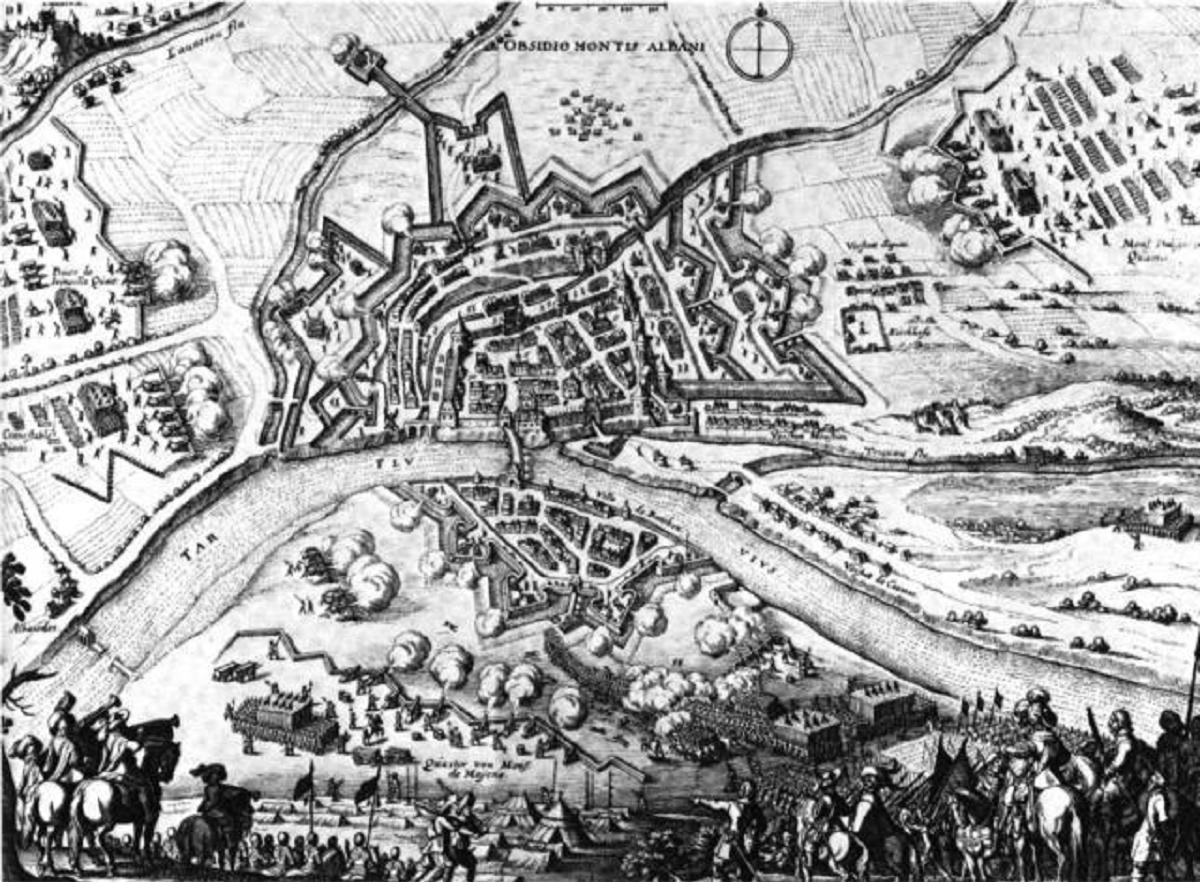
Prent van het beleg

Op 17 augustus was het koninklijke leger bij Montauban en in de volgende dagen werd de stad omsingeld. Terwijl de koning zijn intrek nam in het kasteel van Piquecos ten noorden van de stad, werden er loopgraven en bastions rond de stad gegraven. Het leger telde 20 tot 25.000 manschappen en stond onder leiding van Charles de Luynes, François de Bonne de Lesdiguières en Hendrik van Mayenne. Het beschikte over 38 stukken geschut. Montauban werd verdedigd door 6.000 manschappen en beschikte over 40 stukken geschut op wielen en 32 veldslangen.
Hendrik van Mayenne sneuvelde al snel; hij werd in het oog geraakt door een musketkogel. In de stad stierf de vooraanstaande predikant en theoloog Daniel Chamier door een kogel in de buik. Het vuur van het koninklijk leger werd gericht op de toren van de Saint-Jacqueskerk die dienst deed als uitkijktoren. Volgens de legende werden er op één dag 400 kanonkogels gericht op de toren om de stad tot overgave te dwingen. Het kamp van de koning had te lijden onder het weer, epidemieën, wanorde en geregelde uitvallen vanuit de stad. Pogingen om te komen tot een onderhandelde overgave stuitten op een neen van de verdedigers, van wie de moraal hoog bleef. Op 13 november besliste de koning om het beleg op te geven nu hij het grootste deel van zijn leger had verloren. In de volgende dagen trok het leger weg en liet ongeveer 16.000 doden achter.

## Vervolg
De strijd tussen de koning en de opstandige protestantse steden in het zuidwesten bleef voortduren. Troepen van de koning bleven actief in de streek en vernielden de oogsten. Nadat La Rochelle in 1628 was ingenomen door een koninklijk leger, moest ook Montauban zich het volgende jaar gewonnen geven.

## In fictie
De strip Montauban 1621, une cité rebelle face au roi (2021) vertelt het verhaal van het Beleg van Montauban. De tekeningen zijn van Joël Polomsk, de inkleuring van Daniel Brecht en het scenario van François-Henri Soulié.